# Dore-l’Église
Dore-l’Église település Franciaországban, Puy-de-Dôme megyében. Lakosainak száma 664 fő (2022. január 1.). Dore-l’Église Malvières, Saint-Jean-d’Aubrigoux, Saint-Victor-sur-Arlanc, Arlanc, Mayres és Medeyrolles községekkel határos.

## Népesség
A település népességének változása:
| Lakosok száma | 627  | 627  | 631  | 634  | 645  | 656  | 660  | 659  | 664  |
|               | 2013 | 2015 | 2016 | 2017 | 2018 | 2019 | 2020 | 2021 | 2022 |